# Stazione di Palazzolo dello Stella
Stazione di Palazzolo dello Stella vasútállomás Olaszországban, Palazzolo dello Stella településen.

## Vasútvonalak
Az állomást az alábbi vasútvonalak érintik:
- Velence–Trieszt-vasútvonal

## Kapcsolódó állomások
A vasútállomáshoz az alábbi állomások vannak a legközelebb:
- Stazione di Muzzana del Turgnano
- Stazione di Latisana-Lignano-Bibione